# Osteoglossum ferreirai
Az Osteoglossum ferreirai a sugarasúszójú halak (Actinopterygii) osztályában elefánthalak (Osteoglossiformes) rendjébe sorolt csontosnyelvűek (Osteoglossidae) családjának egyik faja.

## Előfordulása
Dél-Amerikában, a Rio Negro medencéjében él.

## Megjelenése
Hossza elérheti a 90 centimétert.

## Életmódja
Melegkedvelő édesvízi faj, amely legjobban a 24-30 °C-os vízben érzi magát.

## Felhasználása
A helybéliek étkezési céllal halásszák. Az akváriumokban is szívesen tartják.